# Ajazdin Nuhi
Ajazdin Nuhi (ur. 10 października 1979 w Dragašu) to kosowski piłkarz serbskiego pochodzenia występujący na pozycji pomocnika. W 2003 roku był zawodnikiem Legii Warszawa.

## Sukcesy
- Partizan Belgrad
  - Super liga Srbije

Mistrz Serbii i Czarnogóry (2): 2001/02, 2002/03